# Альянс независимого кино и телевидения
Альянс независимого кино и телевидения (IFTA) — союз, который представляет компании по финансированию, производству и лицензированию независимого кино и телевизионных программ во многих странах мира.
Союз со штаб-квартирой в Лос-Анджелесе имеет международный характер участия и широкую область услуг, включая и защиту адвокатуры. Союз включает 150 компаний-участников в 23 странах, включая независимых кинопроизводителей и компании кинопроката, агентов продаж, телевизионные компании, компании, аффилированные с киностудиями и финансовыми институтами. Участники IFTA создали более 500 независимых фильмов и значительное количество киноматериала для ТВ-передач, производя каждый год около $4 миллиардов.

## История
Участники IFTA продюсировали и принимали участие в производстве таких фильмов как «Ганди» (1982), «Амадей» (1984), «Взвод» (1986), «Последний император» (1987), «Шофёр мисс Дэйзи» (1989), «Танцы с волками» (1990), «Молчание ягнят» (1991), «Храброе сердце» (1995), «Английский пациент (фильм)» (1996), «Влюблённый Шекспир» (1998), «Чикаго» (2002), «Властелин колец: Возвращение короля» (2003), «Малышка на миллион» (2004), «Столкновение» (2004), «Отступники» (2006), «Старикам здесь не место» (2007) «Миллионер из трущоб» (2008), «Повелитель бури», (2009), «Король говорит» (2010) и «Артист» (2011).
Недавно участниками IFTA были произведены и профинансированы фильмы: «Харви Милк» (2008), «Чтец» (2008), «Рестлер» (2008), «Сомнение» (2008), «Вики Кристина Барселона» (2008), «Буш» (2008), «Сумерки» (2008), «Вызов» (2008), «Я так давно тебя люблю» (2008), «После прочтения сжечь» (2008), «Бесславные ублюдки» (2009), «Заложница» (2009), «Паранормальное явление» (2010), «Сумерки. Сага. Затмение» (2010), «Астрал» (2011), «Линкольн для адвоката» (2011), «Голодные игры» (2012), «Иллюзия обмана» (2013).